# McIlroy Peak
Der McIlroy Peak ist ein 745 m hoher Berg auf Südgeorgien. Er ragt 1,3 km südlich des Mount Barren und westlich des Husvik Harbour auf.
Das UK Antarctic Place-Names Committee benannte ihn 1990 nach dem britischen Arzt James McIlroy (1879–1968), Teilnehmer an der Endurance-Expedition (1914–1916) und an der Quest-Expedition (1921–1922) des britischen Polarforschers Ernest Shackleton.